# Ebenezer Gay

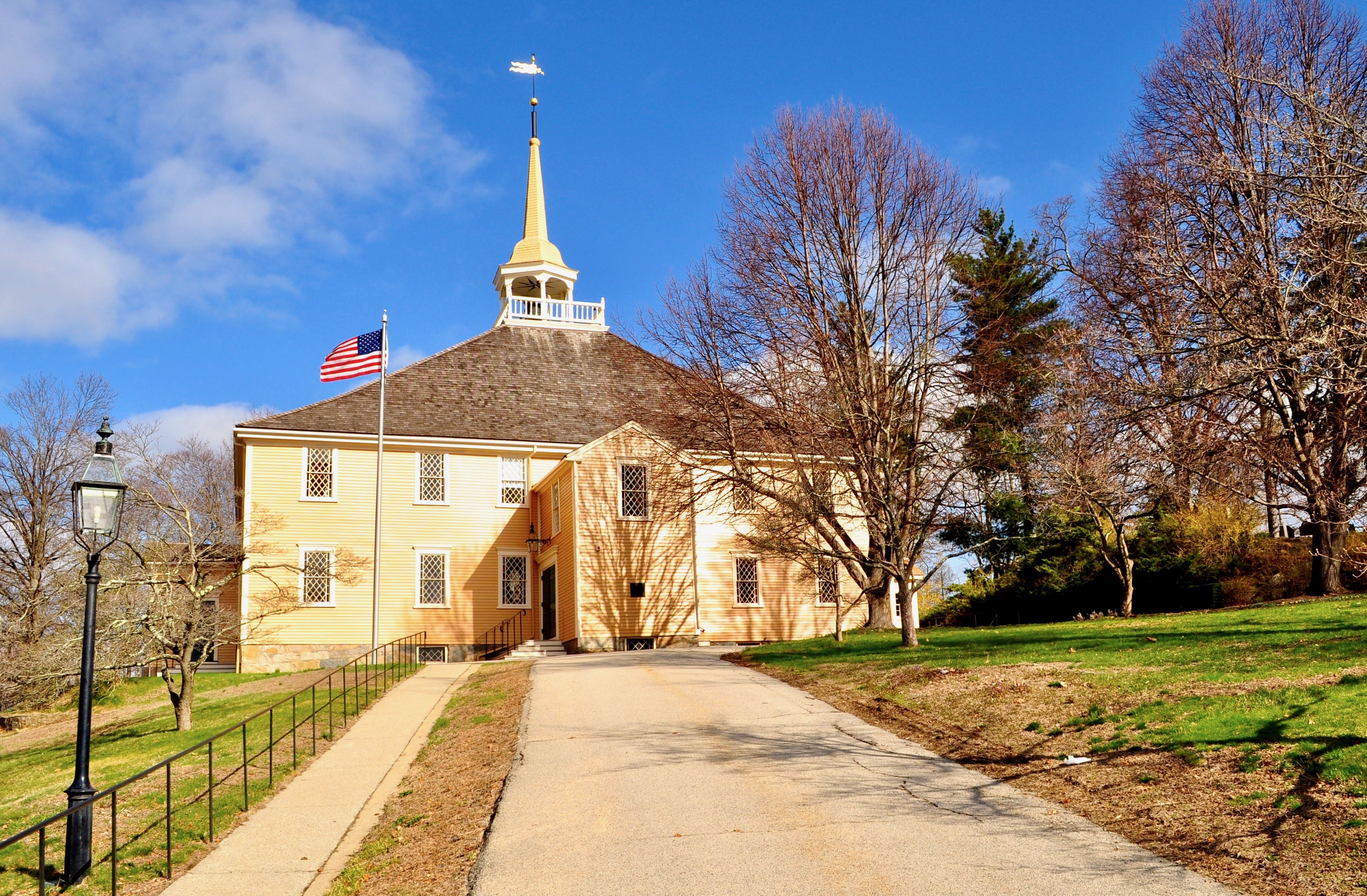
Die Old Ship Church in Hingham

Ebenezer Gay (* 15. August 1696 in Dedham, Massachusetts; † 1. August 1783) war ein US-amerikanischer Theologe. Er half mit den Unitarismus in den frühen Jahren der Vereinigten Staaten zu verankern.

## Leben und Wirken
Ebenezer Gay wurde am 15. August 1696 in Dedham (Massachusetts) als jüngstes von acht Kindern von Nathaniel und Lydia Gay geboren. Ebener studierte am Harvard College und unterrichtete nach seinem Abschluss an den Gymnasien in Hadley und Ipswich. Nachdem er erste pastorale Erfahrungen gesammelt hatte, wurde er am 11. Juni 1718 als Pfarrer der Kirchengemeinde in Hingham ordiniert. Ebenezer sollte seine Pfarrtätigkeit achtundsechzig Jahre ausüben. Zu Beginn seines Wirkens als Pfarrer führte er den Half-Way Covenant ein, bei dem Kinder von Gemeindemitgliedern getauft werden konnten, ohne dass diese dadurch selbst Mitglied der Gemeinde wurden. Am 3. November 1719 heiratete Gay Jerusha Bradford, zusammen bekamen sie fünf Söhne und sechs Töchter. Als Pfarrer und Dozent in Harvard bemühte sich Gay insbesondere um die pastorale Ausbildung. 1759 hielt Gay am Harvard College eine Vorlesung über die natürliche Religion, in der er ausführte, dass Gott selbst dem Menschen Vernunft und die Fähigkeit zum Erkennen des Guten gegeben habe. Gay wurde so zu einem bekannten Vertreter des rationalistischen Supranaturalismus (auch: supranaturaler Rationalismus), der die göttliche Offenbarung und menschliche Vernunft nicht als Gegensätze sah und so eine vermittelnde Position zwischen Rationalismus und Supranaturalismus einnahm. Gay nährte sich auch immer stärker antitrinitarischen Positionen an und öffnete über seine Vernetzung mit anderen liberalen Theologen Neuenglands Teile des neuenglischen Kongregationalismus für den Unitarismus. Mit Jonathan Mayhew, der einer der führenden unitarischen Theologen Nordamerikas werden sollte, verband ihn eine tiefe Freundschaft. Gay hielt sowohl die Predigt bei Mayhews Ordination 1747 und eine weitere bei seinem Tod 1766. Über den irisch-englischen Pfarrer William Hazlitt (Vater des gleichnamigen Schriftstellers), der Schüler des unitarischen Theologen Joseph Priestley gewesen war, kam er auch in Berührung mit dem britischen Unitarismus. Später wurde er von vielen auch als Vater des amerikanischen Unitarismus bezeichnet, obwohl er selbst nicht darauf bedacht gewesen war, seine konfessionelle Position exakt zu definieren. In der Zeit der Amerikanischen Unabhängigkeitsbewegung verblieb Gay auf der loyalistischen pro-britischen Seite, trat jedoch in dieser Frage nicht offen auf, so dass er seine Position in der Gemeinde, die größtenteils aus Befürwortern der amerikanischen Unabhängigkeit bestand, beibehalten konnte. Nach dem Ende des Amerikanischen Unabhängigkeitskrieges wurde Gay 1785 zum Doktor der Theologie am Harvard College ernannt. Im Herbst 1786 erkrankte Gay schwer und starb schließlich am 18. März 1787. Seine Frau Jerusha war bereits am 1. August 1783 im Alter von 85 Jahren gestorben. Sein Nachfolger im Pfarramt in Hingham wurde Henry Ware.